# Gregório, o Iluminador
Gregório, o Iluminador (em armênio/arménio: Գրիգոր Լուսաւորիչ; romaniz.: Grigor Lusavorich; em grego: Γρηγόριος Φωστήρ) é o santo padroeiro e primeiro líder oficial da Igreja Apostólica Armênia. Ele é o líder religioso a quem é creditada a conversão da Armênia do paganismo armênio ao cristianismo, dando ao país a distinção de ter sido o primeiro a adotar o cristianismo como religião oficial em 301.

## Primeiros anos
Gregório era o filho dos nobres armênios partas Anaco E Okohe. Acredita-se que seu pai era um príncipe relacionado aos reis arsácidas da Armênia ou então era parte da casa de Surena, um dos sete ramos da dinastia arsácida ainda reinante na Báctria. Anaco foi encarregado de assassinar o rei Cosroes II, um dos reis da dinastia, e foi condenado à morte. Gregório escapou por pouco da execução com a ajuda de Sopia e Ievetal, seus tutores. Ele foi levado para Cesareia, na Capadócia, onde os dois pretendiam terminar de criá-lo. Gregório foi então dado ao santo padre cristão Firmiliano (Eutálio) para ser educado e foi assim que tornou-se um devoto cristão.
Quando atingiu a maioridade, Gregório se casou com uma moça chamada Miriã, devota cristã que era filha de um príncipe armênio cristão na Capadócia. Desta união, Miriã teve dois filhos, Vertanes I, o Parto e Aristácio I (Aristaces). Através de Vertanes, Gregório e Miriã teriam mais descendentes e, quando Gregório morreu, Aristácio o sucedeu. Em algum ponto da vida, Gregório e a esposa se separaram para permitir que ele pudesse se dedicar à vida consagrada. Gregório deixou a Capadócia e voltou para a Armênia na esperança de conseguir ser perdoado pelo crime de seu pai através da evangelização de sua terra natal.

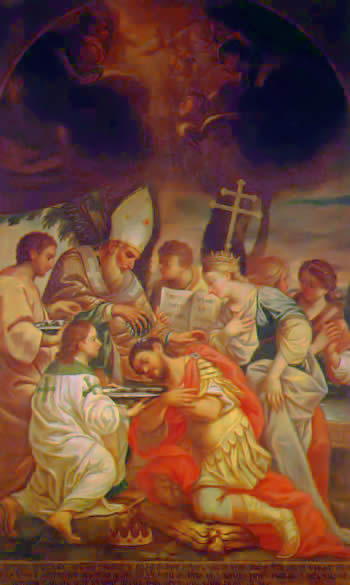
Batismo de

Na época, reinava Tirídates III, o filho do falecido rei Cosroes II. Influenciado em parte pelo fato de Gregório ser o filho do inimigo de seu pai, o rei ordenou que ele fosse preso por doze (ou quatorze, dependendo da fonte) anos numa cela subterrânea na planície de Ararate sob o atual Mosteiro de Cor Virape, perto da cidade histórica de Artaxata, na Armênia. Gregório foi eventualmente convocado dali em c. 297 para tentar recuperar a sanidade de Tirídates III, que a havia perdido após ter sido traído pelo imperador romano Diocleciano, que invadiu e tomou grande parte do território das províncias ocidentais da Grande Armênia, que se tornaram protetorados de Roma.

## Declaração da Armênia cristã
Em 301, Gregório batizou Tirídates III juntamente com os membros de sua corte e das classes dominantes. O rei emitiu um decreto pelo qual ele concedeu a Gregório plenos direitos para levar a cabo a conversão da nação toda à fé cristã. No mesmo ano, a Armênia se tornou o primeiro país a adotar o cristianismo como religião estatal. A primeira catedral a ser construída, a Igreja-mãe em Valarsapate (Echemiazim) se tornou e ainda continua sendo o centro espiritual e cultural do cristianismo armênio e sede da Igreja Apostólica Armênia, a Catedral de Echemiazim. A maior parte dos armênios foram batizados nos rios Murate (Arasani; a parte inicial do Eufrates) e Rio Aras (Araxes).
Muitos dos festivais e celebrações pré-cristãos, de tradição indo-europeia, como o Tyarndarach (Trndez - associado à adoração do fogo) e o Vartavar (Vadarvar - associado com a adoração da água), que tinham milênios de idade, foram preservados e continuaram na forma de celebrações e cânticos cristãos. Em 302, Gregório foi consagrado como Arcebispo da Armênia por Leôncio de Cesareia, seu amigo de infância.

## Aposentadoria e morte
Em 318, Gregório apontou seu segundo filho Aristácio como próximo arcebispo na linha da Igreja Apostólica para estabilizar e continuar a reforçar o cristianismo não apenas na Armênia, mas também no Cáucaso e na Anatólia. Gregório também colocou um de seus netos (um dos filhos de Vertanes) a cargo das missões evangelizadoras aos povos e tribos de toda a região do Cáucaso e da Albânia.
Gregório foi martirizado por uma multidão fanática quando pregava nesta última. Em seus últimos anos, ele já tinha se retirado para um pequeno santuário perto do Monte Sepu, no distrito de Daranália (Manyats Ayr, na Alta Armênia), com um pequeno grupo de monges, onde ele permaneceu até a sua morte.

## Obras e devoção

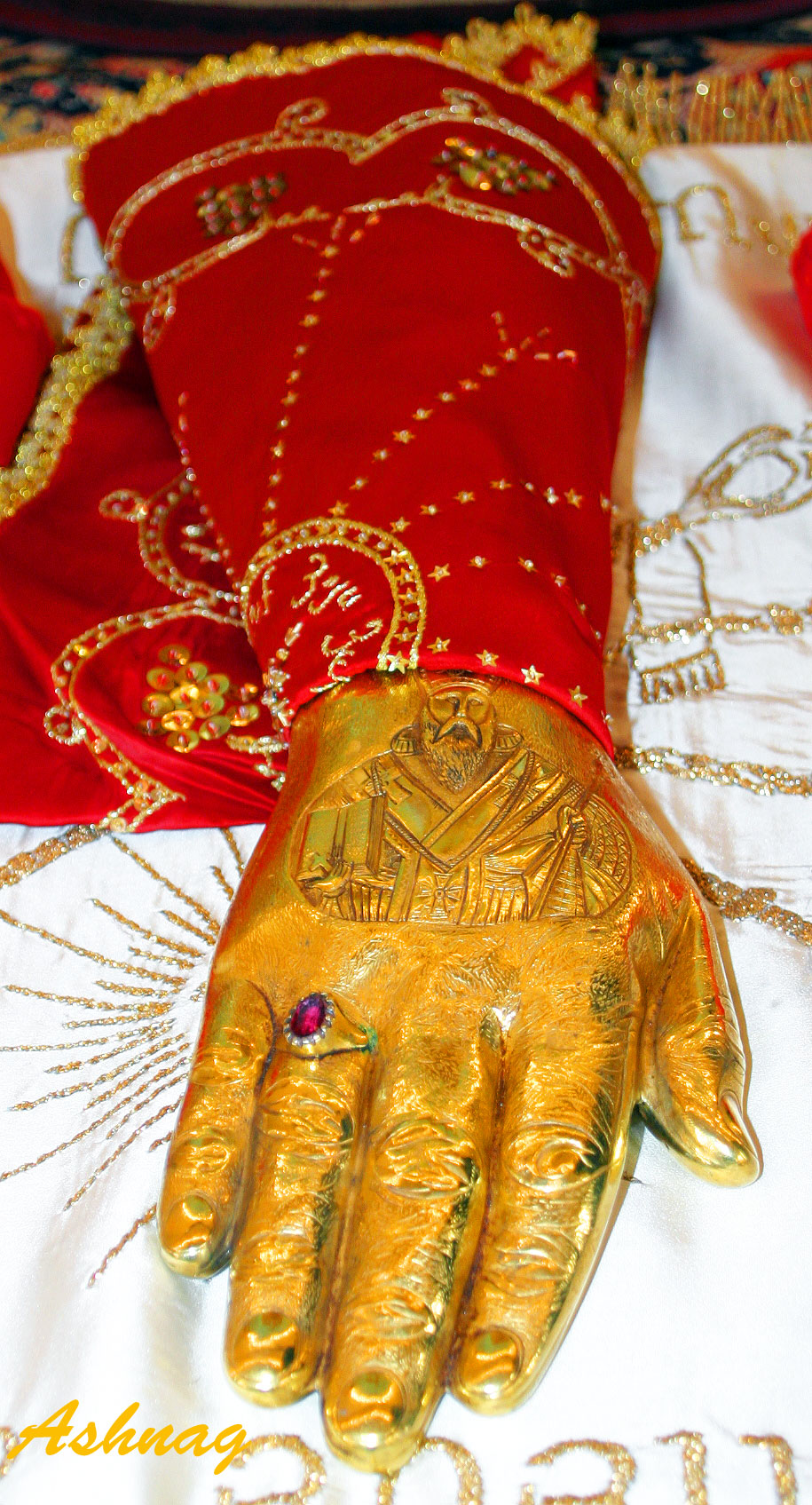
Relicário com a mão direita de São Gregório, no museu da Santa Sé da Cilícia

Após a sua morte, seu corpo foi levado para a vila de Tordã (atual Doancoi, perto de Erzinjane). Seus restos foram espalhados por toda parte no reino do imperador bizantino Zenão. Acredita-se que sua cabeça esteja atualmente na Armênia, sua mão esquerda em Echemiazim e a direita, na Santa Sé da Cilícia, em Antelias, no Líbano. No século VIII, os decretos iconoclastas na Grécia fizeram com que diversas ordens religiosas fugissem do Império Bizantino e buscassem refúgio em outros lugares. San Gregorio Armeno, em Nápoles, foi construída neste século sobre os restos de um templo romano dedicado a Ceres por um grupo de freiras fugitivas e que levavam consigo relíquias de Gregório, o Iluminador.
Diversas orações e por volta de trinta cânones da Igreja Armênia são atribuídos a Gregório. As homilias aparecem pela primeira vez numa obra chamada Haschacnapadum em Constantinopla em 1737; um século depois, uma tradução grega foi publicada em Veneza pelos mequitaristas. Estas homilias vem sendo desde então editadas em alemão por J M Schmid (Ratisbona, 1872). As fontes autoritativas para a vida de Gregório são Agatângelo, cuja "História de Tirídates" foi publicada pelos mequitaristas em 1835, Moisés de Corene, "Histórias Armênias" e Simeão Metafrástes.
Uma "Vida de Gregório" por Vartabed Matthew foi publicada em armênio em Veneza em 1749 e foi traduzida para o inglês por Solomon Caesar Malan em 1868.